# Überall, nur nicht hier
Überall, nur nicht hier (Originaltitel: Anywhere But Here) ist ein US-amerikanisches Filmdrama von Wayne Wang aus dem Jahr 1999. Das Drehbuch schrieb Alvin Sargent anhand eines Romans von Mona Simpson. Die Hauptrollen spielten Susan Sarandon und Natalie Portman.

## Handlung
Adele August und ihre 14-jährige Tochter Ann August ziehen 1995 von Bay City, Wisconsin, nach Los Angeles. Ann ist nicht begeistert, ihr altes Leben aufgeben zu müssen. Die Mutter und die Tochter wohnen in einer kleinen Wohnung und manchmal ist Adele nicht imstande, die Rechnungen zu bezahlen.
Adele will, dass ihre Tochter Schauspielerin wird; Ann möchte lieber aufs College gehen. Nach ungefähr zwei Jahren verkauft Adele ihr Auto, um Ann das Studium zu ermöglichen.

## Kritiken
Kenneth Turan kritisierte in der Los Angeles Times vom 12. November 1999 die Verfilmung der subtilen und komplexen Romanvorlage.
Michael Wilmington lobte in der Chicago Tribune die Charaktere, das Drehbuch und die Leistungen der Hauptdarstellerinnen.
Edward Guthmann San Francisco Chronicle hebt vor allem das gute Zusammenspiel zwischen Sarandon und Portman hervor.

„Das Porträt einer konfliktreichen Mutter-Tochter-Beziehung, das dank des großartigen Spiels der Darsteller solide unterhält. Dem eigenen Anspruch emotionaler Intensität wird der Film aufgrund eines vordergründigen Drehbuchs allerdings nicht gerecht.“

## Auszeichnungen
Natalie Portman wurde im Jahr 2000 für den Golden Globe und für den Young Artist Award nominiert.
Paul LeBlanc wurde 2000 für den Hollywood Makeup Artist and Hair Stylist Guild Award nominiert.
Die Deutsche Film- und Medienbewertung FBW in Wiesbaden verlieh dem Film das Prädikat „besonders wertvoll“.

## Hintergründe
Die Dreharbeiten fanden im Sommer 1998 statt. Die Premiere des Films fand am 17. September 1999 auf dem Toronto International Film Festival statt. Die Tochter von Susan Sarandon, Eva Amurri hat einen Cameo-Auftritt als Schülerin der Beverly Hills High School am ersten Tag von Ann.